# ジェームズ・ジーンズ
ジェームズ・ホップウッド・ジーンズ（Sir James Hopwood Jeans 、1877年9月11日 - 1946年9月16日）は、イギリスの物理学者、天文学者、数学者である。黒体輻射に関するレイリー・ジーンズの法則、惑星の起源に関する潮汐起源説などで知られる。

## 生涯
1877年、英国・ランカシャーオームスキルクで生まれた。1904年からアメリカのプリンストン大学の応用数学教授となり、1906年王立協会フェローに選出された。1910年から1912年までケンブリッジ大学教授を務めた。この頃、黒体輻射に関する研究などを進め、1905年に黒体輻射の波長分布に関するレイリー・ジーンズの法則を発表した。その後、研究の関心を天文学に移し、1923年から1944年までカリフォルニアのウィルソン山天文台などで研究に従事した。1928年にナイトに叙された。
引退後は一般向け科学書を執筆し、科学の普及に努めた。1946年、ドーキングで死去。

## 受賞・栄典
- 1917年 アダムズ賞、ベーカリアン・メダル
- 1919年 ロイヤル・メダル
- 1922年 王立天文学会ゴールドメダル

## 研究内容・業績
物理学分野
黒体輻射の波長分布に関するレイリー・ジーンズの法則を発表した。
天文学分野
天文学の分野では星間ガスが重力不安定によって収縮することに関する臨界的な値、ジーンズ波長、ジーンズ質量に名前を残している。
惑星の起源に関する潮汐説を唱えた一人である。なお、彼の功績を称えて、小惑星(2763)ジーンズが彼の名を取り命名されている。

## 宗教観
ジーンズは1931年の『神秘な宇宙』において彼の宗教観を示していて、ケン・ウィルバーはピタゴラス流の神秘主義とし、ジーンズは「神は数学者で、宇宙は大きな機械というより大きな思考」というような言い回しを好んだ。